# 豊田市立上郷中学校
豊田市立上郷中学校（とよたしりつ かみごうちゅうがっこう）は、愛知県豊田市上郷町四丁目にある公立中学校。現在の校舎は太平洋戦争における第二岡崎海軍航空隊の兵舎跡になる。

## 沿革
1947年学制改革6・3・3・4年制により認可設立。当時の校名は碧海郡上郷村上郷中学校
同年 開校。
同年旧海軍兵舎払い下げを受ける。
1951年学校保健施設優良校と  して愛知県教育委員会より表彰を受ける。
1953年体育館兼講堂竣工
同年 学校教育保健優良校として愛知県学校保健会より表彰を受ける。
1955年愛知県教育委員会指定により学校図書館研究発表会を開く。
1957年本館竣工。
1960年技術教室竣工。
1961年町制施行により愛知県碧海郡上郷町立上郷中学校と改称。
1962年理科室竣工。
1964年豊田市との合併により愛知県豊田市立上郷中学校と改称。
同年 給食室兼調理室竣工。(完全給食開始)
1965年愛知県教育委員会指定により交通安全指導研究発表会を開く。
同年 校訓の制定と生徒手帳の改編。
同年 交通安全功労者として愛知県交通安全協会より表彰を受ける。
同年第13回東海三県学校図書館コンクールにおいて豊田地区優良校の表彰を受ける
1966年25mプール完成、開場式を行う。
同年 昭和41年度全日本学校環境緑化コンクール中学校の部入選、農林省にて表彰を受ける
1967年第15回東海三県学校図書館コンクールにおいて中学校の部で入賞・特別賞の表彰。
1968年第16回東海三県学校図書館コンクール最優秀賞(中学校の部第1位)を中部日本新聞社より受賞。
1969年愛知県主催学校環境緑化コンクール中学校の部第2位を受賞。
同年ソフト部県大会優勝(5度目)
1972年ソフト部東海大会で初優勝。
同年 学校体育研究発表会を開く。
1973年学校体育優良校の県表彰を受く。
1975年ソフト部県大会優勝(6度目)
同年 弓道場および体育倉庫増改築。
1976年後援会設立。
1977年ソフト部県大会優勝(7 度目)
同年 ソフト部東海大会優勝(2 度目)
1978年体育館新築
同年 創立30周年記念式
・30年誌(合本・同窓会名簿)
・校歌碑、時計塔建立。
・応援歌制定。
・体育館命名(郷朋館)
1979年本館建築に伴う地鎮祭。
同年 ソフト部東海大会3連勝(4度目)
同年 ソフト部第1回全国大会出場。
1980年本館(普通教室13を含む)竣工。 
・闘魂碑建立。
1981年ソフト部東海大会5度目の優勝。
同年 ソフト部第3回全国大会へ出場。
1982年特別教室8教室竣工。
同年 柔剣道場竣工。
1983年西校舎22教室完成。
1984年校舎、校地総合完成記念式典挙行。
1985年豊田市立末野原中学校分離。
1986年サッカー部県大会優勝。
同年 サッカー部全国大会出場。
同年 学校体育優良校の県表彰を受ける
1987年プール竣工(プール開き)
同年 文部省格技指導推進校発表会
同年 上中魂の像除幕式。
1988年上中を主会場に「豊田市総合防災訓練」を開催。
同年 学校南側歩道完成・西門整備なる。
1989年「社会福祉協力校」として愛知県より３カ年委嘱を受ける。
同年 土曜日をふれあいサタデー・ノーカバンデーとしふれあい諸活動実施。
同年 全国でデザイン博覧会見学。
1990年生徒用コンピューターが導入。
同年 教室等を改造して、コンピューター室・和室・進路相談室・美術室・生徒会室・更衣室・資料室・印刷室が出来る。
1991年豊田市スクールミュージアムの会館セレモニーが本校で挙行。
同年 豊田市長を迎え、「市長さんと語る会」を開く
1992年ソニー教育振興財団より優良校の表彰を受ける。
1994年愛知県より社会福祉協力校として6か年の取り組みの実績に対して感謝状を受ける。
同年 豊田市社会福祉研究校として2か年の委嘱を受ける。
同年 ボランティア活動の功績が認められ愛知県知事より感謝状を受ける
1995年学校安全表彰を受ける。
同年 ビトハイスクール(フィリピン)との交流活動を行う。(生徒4名来校)
1996年創立50周年記念式。
・50年誌(合本・同窓会名簿)
・記念庭園造園、モニュメント建立。
2000年愛知県学校給食特選校として表彰を受ける
2001年豊田市教育委員会より総合的な学習の研究校として2か年の委嘱を受ける。
同年 新体操部県大会2位、東海大会2位により全国大会出場。
2002年豊田市教育委員会委嘱「特色ある学校づくり」研究発表会開催。
2010年北館・本館渡り廊下、エレベーターができる。
2012年陸上部、全国大会出場。
2015年陸上部、全国大会出場。
2022年弓道部、県大会

## 通学区域
以下の小学校区。
- 豊田市立畝部小学校
- 豊田市立高嶺小学校

## 周辺
- 愛知環状鉄道三河上郷駅
- 伊勢湾岸自動車道
- トヨタ自動車上郷センター
- 愛知県道76号豊田安城線
- 愛知県道239号岡崎豊明線